# Konfederacja (ugrupowanie polityczne)

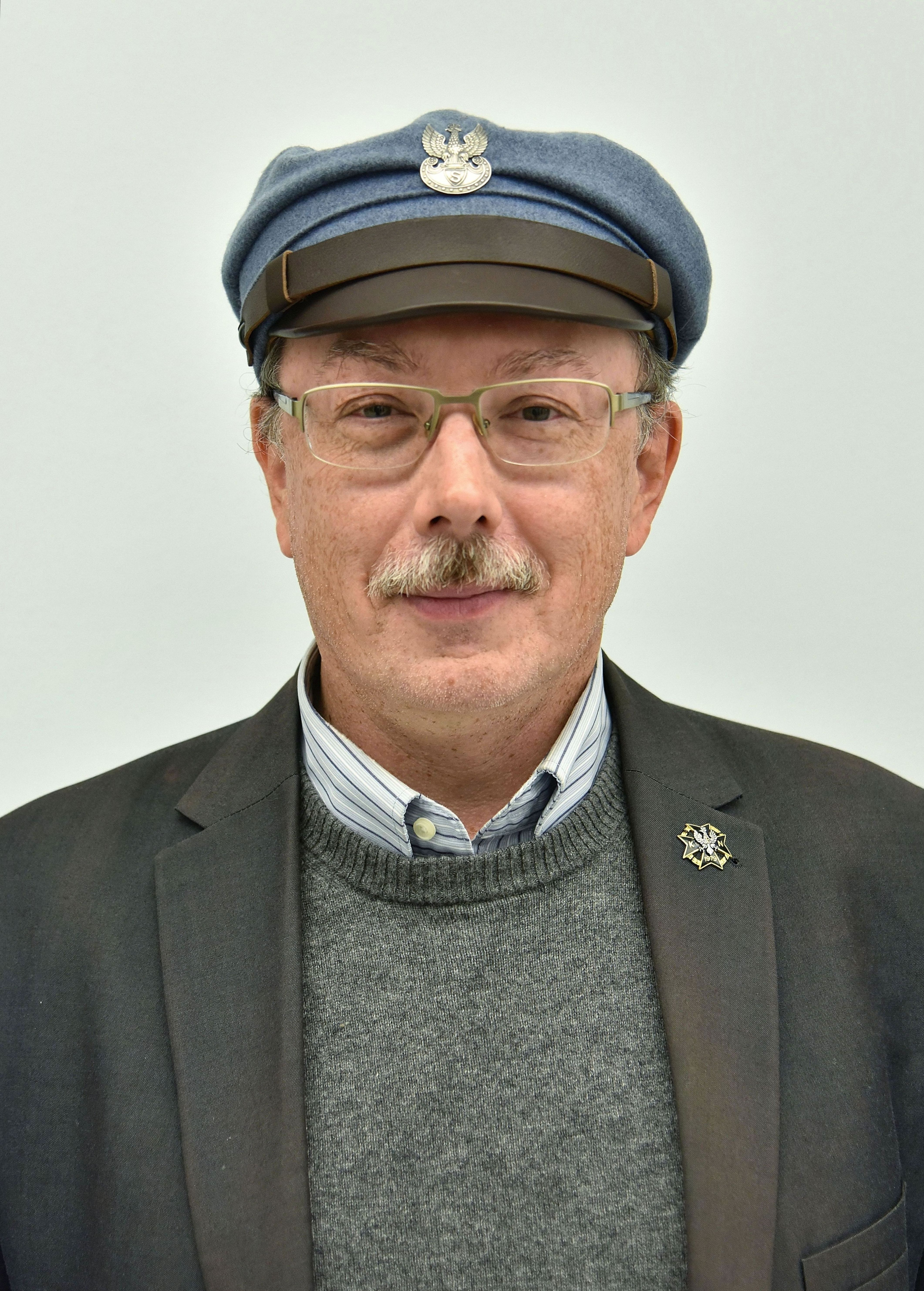
Były lider Konfederacji Adam Słomka

Konfederacja – polskie ugrupowanie polityczne działające w 2001, ściśle związane z posłem Adamem Słomką, znane też jako Konfederacja – Antyliberalna Platforma Konfederacja Polski Niepodległej – Obóz Patriotyczny. W skład Konfederacji weszły m.in. Konfederacja Polski Niepodległej – Obóz Patriotyczny oraz Ruch Obrony Bezrobotnych. Ugrupowanie w wyborach parlamentarnych 2001 zarejestrowało listy kandydatów w 16 (na 41) okręgach wyborczych do Sejmu RP i dokonało samorozwiązania przed dniem głosowania. W wyborach parlamentarnych 2005 ta sama grupa związana z Adamem Słomką brała udział w wyborach do Sejmu RP już jako nowe ugrupowanie polityczne Polska Konfederacja – Godność i Praca. Natomiast w 2004 grupa ta brała udział w wyborach do Parlamentu Europejskiego jako Konfederacja Ruch Obrony Bezrobotnych.